# Oenoe eupasta
Oenoe eupasta är en fjärilsart som beskrevs av Turner 1933. Oenoe eupasta ingår i släktet Oenoe och familjen äkta malar. Inga underarter finns listade i Catalogue of Life.